# Corgoň liga 2010/2011
Corgoň liga 2010/11 byl 18. ročník nejvyšší fotbalové ligové soutěže na Slovensku. Organizátorem byl Slovenský fotbalový svaz.
Mistrovský titul získal Slovan Bratislava, obhájce titutlu z předchozího ročníku 2009/10 MŠK Žilina skončil na třetím místě. Z ligy sestoupil poslední tým – MFK Dubnica nad Váhom, který pro další sezónu 2011/12 nahradil vítěz druhé nejvyšší soutěže FK AS Trenčín.

## Konečné pořadí
| Poř. | Tým                   | Z  | V  | R  | P  | VG | OG | B  | Poznámka                   |
| ---- | --------------------- | -- | -- | -- | -- | -- | -- | -- | -------------------------- |
| 1.   | ŠK Slovan Bratislava  | 33 | 20 | 8  | 5  | 52 | 21 | 68 | druhé předkolo Ligy mistrů |
| 2.   | FK Senica             | 33 | 18 | 7  | 8  | 45 | 22 | 61 | třetí předkolo Poháru UEFA |
| 3.   | MŠK Žilina            | 33 | 14 | 12 | 7  | 45 | 25 | 54 | druhé předkolo Poháru UEFA |
| 4.   | FC Spartak Trnava     | 33 | 13 | 10 | 10 | 38 | 22 | 49 | první předkolo Poháru UEFA |
| 5.   | Dukla Banská Bystrica | 33 | 13 | 9  | 11 | 31 | 26 | 48 |                            |
| 6.   | FC ViOn Zlaté Moravce | 33 | 12 | 10 | 11 | 31 | 29 | 46 |                            |
| 7.   | MFK Ružomberok        | 33 | 10 | 11 | 12 | 22 | 41 | 41 |                            |
| 8.   | FC Nitra              | 33 | 11 | 7  | 15 | 24 | 33 | 40 |                            |
| 9.   | DAC Dunajská Streda   | 33 | 9  | 9  | 15 | 18 | 31 | 36 |                            |
| 10.  | MFK Košice            | 33 | 8  | 9  | 16 | 24 | 39 | 33 |                            |
| 11.  | FC Tatran Prešov      | 33 | 9  | 6  | 18 | 26 | 42 | 33 |                            |
| 12.  | MFK Dubnica nad Váhom | 33 | 7  | 10 | 16 | 18 | 43 | 31 | sestup do druhé ligy       |

## Tabulka střelců
| Pořadí | Hráč             | Klub                             | Počet gólů |
| ------ | ---------------- | -------------------------------- | ---------- |
| 1.     | Filip Šebo       | Slovan Bratislava                | 22         |
| 2.     | Ondřej Smetana   | FK Senica                        | 18         |
| 3.     | Tomáš Majtán     | MŠK Žilina                       | 11         |
| 3.     | Tomáš Oravec     | MŠK Žilina                       | 11         |
| 5.     | Koro Issa Koné   | Spartak Trnava                   | 10         |
| 5.     | Jaroslav Diviš   | FK Senica                        | 10         |
| 7.     | Róbert Rák       | FC Nitra                         | 9          |
| 8.     | Róbert Pich      | Dukla Banská Bystrica/MŠK Žilina | 8          |
| 8.     | Marko Milinković | MFK Košice/Slovan Bratislava     | 8          |
| 10.    | Ľubomír Bernáth  | Spartak Trnava                   | 7          |
| 10.    | Juraj Piroska    | FK Senica                        | 7          |

## Vítěz
| Corgoň liga 2010/11 ŠK Slovan Bratislava (6. titul) |